# 鎌倉有那
鎌倉 有那（かまくら ゆうな、9月30日 - ）は、日本の女性声優。東京都出身。アライズプロジェクト所属。

## 略歴
声優を目指したきっかけの作品は『CLANNAD』。『D.Gray-man』を見て声優を意識したという。
日本ナレーション演技研究所出身。2016年6月1日にアライズプロジェクト所属。

## 人物
特技にはクラシックバレエを挙げている。また、趣味にはカメラ、菓子作り、イラストをそれぞれ挙げている。

## 出演
太字はメインキャラクター。

### テレビアニメ
2016年
- ラブライブ!サンシャイン!!（2016年 - 2017年、女子生徒） - 2シリーズ

2017年
- 遊☆戯☆王VRAINS（2017年 - 2019年、別所エマ / ゴーストガール）
- セントールの悩み（御魂真奈美）

2018年
- 学園ベビーシッターズ（猿渡ゆかり）
- メルヘン・メドヘン（2018年 - 2019年、マハーカーリー）

2019年
- 異世界チート魔術師（マリエ）

2020年
- うちタマ?! 〜うちのタマ知りませんか?〜（女性A）
- ねこねこ日本史（2020年 - 2021年、光明子 他）
- 球詠（女教師、一塁審、山池、アナウンス、観客）
- 遊☆戯☆王SEVENS（2020年 - 2022年、七星蘭世、部員）
- ブラッククローバー（サマンサ・クラヴィッツ、セレーナ）
- 無能なナナ（空野フウコ）

2021年
- SDガンダムワールド ヒーローズ（クレオパトラキュベレイ）
- EDENS ZERO（2021年 - 2023年、冒険者、ミヤコ、ガイドの声、音声） - 2シリーズ
- 月が導く異世界道中（ルイザ、オーク三）
- SCARLET NEXUS（市民、兵士）

2022年
- 佐々木と宮野（佐々木慧子）
- 転生賢者の異世界ライフ 〜第二の職業を得て、世界最強になりました〜（ティナ）
- 遊☆戯☆王ゴーラッシュ!!（2022年 - 2025年、謎の女、七星ランラン、七星蘭影）
- Extreme Hearts（審判、場内アナウンス）
- 不徳のギルド（ハナバタ・ノーキンス）
- 転生したら剣でした（女性店主、ルベリー）

2023年
- 魔術士オーフェンはぐれ旅 聖域編（イールギット）
- 呪術廻戦 懐玉・玉折/渋谷事変（一般人）

2024年
- 真の仲間じゃないと勇者のパーティーを追い出されたので、辺境でスローライフすることにしました2nd（母親）
- 勇気爆発バーンブレイバーン（ジョシュア、モーテル客B）
- キングダム（子ども〈男の子〉、男の子）
- ぶっちぎり?!（女子B、NG GIRLS A）
- ただいま、おかえり（平井知子）
- リンカイ!（観音寺炒子）
- 歴史に残る悪女になるぞ（女子生徒）

2025年
- いずれ最強の錬金術師?（天使）
- 悪役令嬢転生おじさん（ガーネット）
- トリリオンゲーム（女子アナ）
- ネクロノミ子のコズミックホラーショウ（女子アナ）
- 雨と君と（ミミ）
- 鬼人幻燈抄（又六の妻）

### 劇場アニメ
- 映画 佐々木と宮野ー卒業編ー（2023年、佐々木慧子）
- 機動戦士ガンダムSEED FREEDOM（2024年、リオ・マオ）
- 映画しまじろう しまじろうとゆうきのうた（2025年）|

### Webアニメ
2016年
- みらいへの手紙〜この道の途中から〜
  - 一通めの手紙「雨上がりの朝」（華）
  - 六通めの手紙「エール」（ウグイス嬢）
  - 七通めの手紙「おだかのひるごはん」（あや）

2020年
- 魔神英雄伝ワタル 七魂の龍神丸（イズー）

2022年
- コタローは1人暮らし（ホームセンター女店員、母親2、女2）

### ゲーム
2016年
- AKIBA'S TRIP Festa!（紺野結良）
- サッカースピリッツ
- MOBIUS FINAL FANTASY

2018年
- グランドチェイス-次元の追跡者（クレオ）
- 幻獣契約クリプトラクト（マリアカルラ）

2019年
- チョコボの不思議なダンジョン エブリバディ!（メーア）
- ファイナルファンタジーXIV 漆黒の反逆者（ミンフィリア／ティターニア／ガイア）

2021年
- 神田アリス も 推理スル。（筒森飛鳥）

2023年
- 遊戯王 デュエルリンクス（ゴーストガール）

### ドラマCD
- 六畳間の侵略者!? 白銀の姫と青き騎士 第二章後編（2016年）

### 吹き替え

#### ドラマ
- サーキット・ブレーカー（ヤスミン 他）
- 社内お見合い（クムヒ）
- シャンタラム（パドマ、スニタ）
- スイート・マグノリアス シーズン2（リリー、ソフィ）
- トゥルー・ストーリー～嘘と真実～（レイン）
- ビッグショット!（ディスティニ）
- ロスト・イン・スペース シーズン3（ラドゥー）

#### アニメ
- パインコーン&ポニー（アナベル）

### その他コンテンツ
- ウチの夏フェス2015（フレッシュ夏フェス隊[21]）
- Fate/Grand Order「Flashback Ordeal Call -Alterego-」（2025年、セレシェイラ・エルロン）

### シリーズ一覧
1. ↑  第1期（2016年）、第2期（2017年）
2. ↑  第1期（2021年）、第2期（2023年）

### 初出話一覧
1. 1 2  第140話初出
2. ↑  第13話初出
3. ↑  第19話初出
4. 1 2 3 4 5  第1話初出
5. 1 2 3 4  第3話初出
6. ↑  第2話初出
7. 1 2  第8話初出
8. ↑  第5話初出
9. ↑  第10話初出
10. ↑  第11話初出
11. ↑  第25話初出
12. ↑  第15話初出